# Iranecio lorentii
Iranecio lorentii là một loài thực vật có hoa trong họ Cúc. Loài này được (Hochst.) C.Jeffrey mô tả khoa học đầu tiên năm 1992.